# غريغ لورانس
غريغ لورانس هو سياسي كندي، ولد في 1966 في Bienfait ‏ في كندا. نشط حزبياً في حزب ساسكاتشوان ‏. وقد انتخب عضو المجلس التشريعي في ساسكاتشوان عن دائرة Moose Jaw Wakamow ‏ خلال فترته النيابية ‏.